# ان‌جی‌سی ۶۵۴۱
ان‌جی‌سی ۶۵۴۱ (انگلیسی: NGC 6541) یک خوشه کروی در صورت فلکی جنوبی تاج جنوبی است. برآورد می‌شود که این کهکشان نزدیک به ۱۴ میلیارد سال قدمت داشته باشد.